# ポッツォレオーネ
ポッツォレオーネ（伊: Pozzoleone）は、イタリア共和国ヴェネト州ヴィチェンツァ県にある、人口約2,800人の基礎自治体（コムーネ）。

## 地理

### 位置・広がり

#### 隣接コムーネ
隣接するコムーネは以下の通り。括弧内のPDはパドヴァ県所属を示す。
- ブレッサンヴィード
- カルミニャーノ・ディ・ブレンタ (PD)
- カルティリアーノ
- チッタデッラ (PD)
- ノーヴェ
- サン・ピエトロ・イン・グ (PD)
- サンドリーゴ
- スキアヴォーン
- テッツェ・スル・ブレンタ

### 気候分類・地震分類
気候分類では、zona E, 2400 GGに分類される。
また、イタリアの地震リスク階級 (it) では、zona 2 (sismicità media) に分類される。

## 姉妹都市
- Ennistymon、アイルランド
- Schimatari、ギリシャ